# Centre pénitentiaire de Laon
Le centre pénitentiaire de Laon est un établissement pénitentiaire français situé dans le département de l' Aisne en région Hauts-de-France, qui peut accueillir jusqu'à 395 détenus.

## Histoire
La prison de Laon est construite lorsque la prison de Saint Quentin a fermé pour des raisons d'ancienneté.